# تاکوما ایتو
تاکوما ایتو (ژاپنی: 伊藤 拓真؛ زادهٔ ۱۱ اوت ۱۹۸۶) یک بازیکن فوتبال اهل ژاپن است.
از باشگاه‌هایی که در آن بازی کرده‌است می‌توان به باشگاه فوتبال تسپاکوستاسو گونما اشاره کرد.